# グロースボットヴァール
グロースボットヴァール (ドイツ語: Großbottwar,  [groːsˈbɔtvar]) は、ドイツ連邦共和国バーデン＝ヴュルテンベルク州ルートヴィヒスブルク郡に属す小都市である。中心部に歴史的旧市街を有する。本市は州都シュトゥットガルトの北北東約 26 km、ハイルブロンの南南東約 16 km に位置している。本市はシュトゥットガルト地域（1992年まではミットレラー・ネッカー地域）およびシュトゥットガルト大都市圏周縁地域に含まれる。

## 地理

### 位置
グロースボットヴァールは、自然環境区分上シュヴァーベン＝フランケン森林山地およびネッカー盆地の一部を含んでいる。本市は、ルートヴィヒスブルク郡北東部のボットヴァールタール中流域に位置している。この小さな川は、グロースボットヴァール周辺のブドウ栽培が行われている斜面を縫うように、北東から南西方向にこの街を流れる。旧市街はボットヴァール川の右岸に位置している。

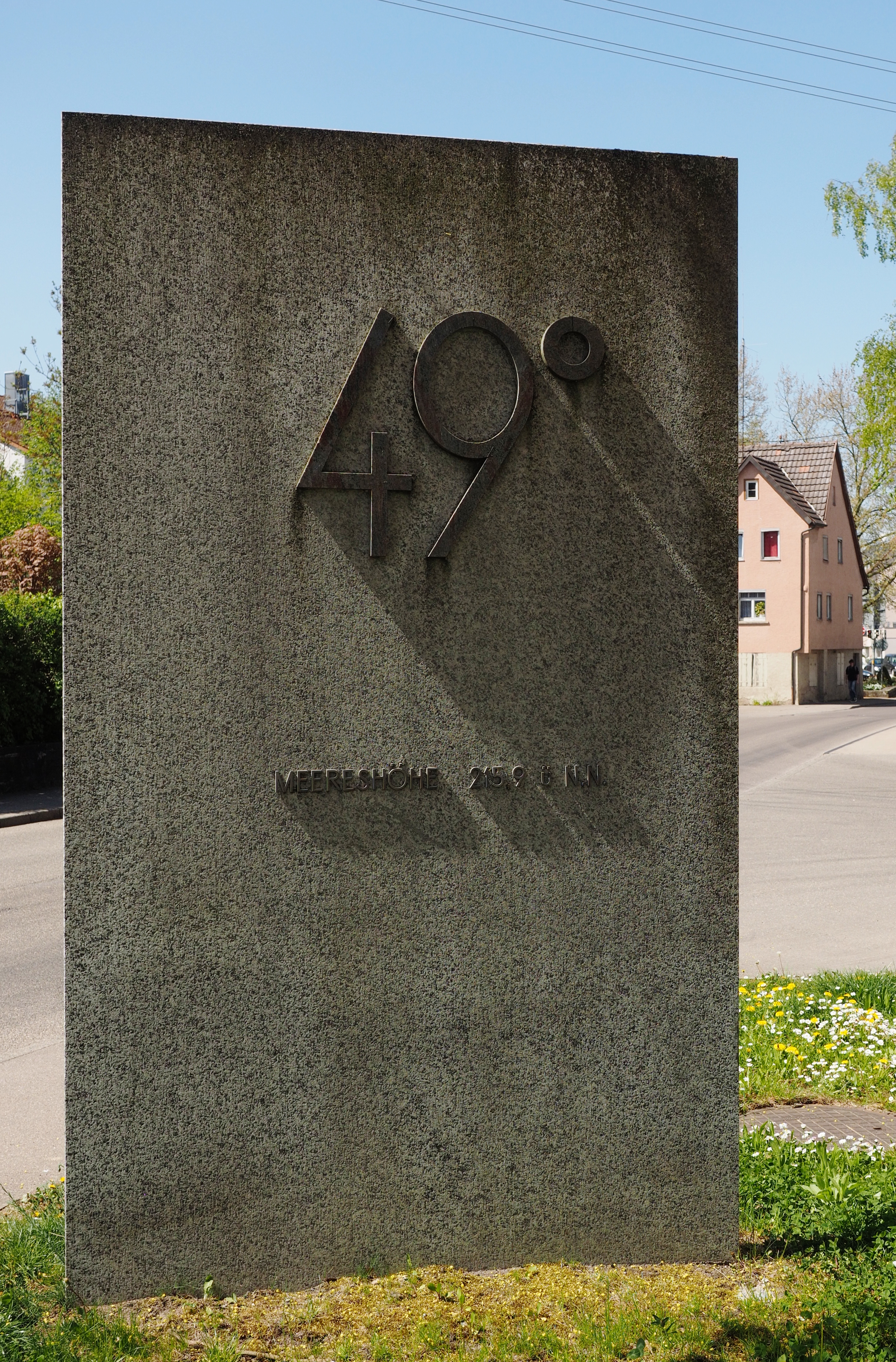
北緯49度線を示す碑

バーンホーフ通り沿いに、この街を通る北緯49度線を示す花崗岩の碑がある。ただし精確には、このプレートがあるのは北緯48.9988927度であり（2015年現在）、北緯49度線はその約 120 m 北を通っている。

### 市の構成
グロースボットヴァール市には、かつて独立した町村であったホーフ・ウント・レムバッハ、ヴィンツァーハウゼンが含まれる。1970年までのグロースボットヴァール市にはグロースボットヴァール、州道 L1100号線沿いの小集落ザウザーホーフ、ハウス・ベンツェンミューレが属していた。ザウザーホーフは1700年から1821年まではヴィンツァーハウゼンに属していた。旧町村のホーフ・ウント・レムバッハにはボットヴァール川の支流の谷に位置する村ホーフとレムバッハおよび離れた場所にある集落シュテッツリンスベルクおよびヘルトリヒスホーフが属した。旧ヴィンツァーハウゼンには、グロースボットヴァールから北西約 3 km に位置するヴィンツァーハウゼン村落と小集落ホルツヴァイラーホーフが属した。

### 隣接する市町村
グロースボットヴァールは、北西はネッカーヴェストハイム、北はイルスフェルト、北東はバイルシュタイン（以上いずれもハイルブロン郡）およびオーベルステンフェルト、南東はアスパハ（レムス＝ムル郡）およびムルの無人の飛び地、南はシュタインハイム・アン・デア・ムル、西はムンデルスハイムと境を接している。ムンデルスハイムは、グロースボットヴァール市内の市境近くに無人の飛び地を有している（以上いずれもルートヴィヒスブルク郡）。

### 土地利用
| 土地用途別面積     | 面積 (km2) | 占有率 |
| ------------------ | ---------- | ------ |
| 住宅地および空き地 | 1.11       | 4.3 %  |
| 産業用地           | 0.34       | 1.3 %  |
| レジャー用地       | 0.11       | 0.4 %  |
| 交通用地           | 1.94       | 7.6 %  |
| 農業用地           | 15.99      | 62.7 % |
| 森林               | 5.34       | 20.9 % |
| 水域               | 0.18       | 0.7 %  |
| その他の用地       | 0.50       | 2.0 %  |
| 合計               | 25.51      |        |

州統計局の2018年12月31日現在のデータによる。

## 歴史

### グロースボットヴァール
グロースボットヴァールの市域では、旧石器時代から絶えることなく定住が行われてきた。あらゆる文化的時代区分の出土品がそれを証明している。紀元後150年から260年までのローマ時代については、3つの農園の遺構が発見されている。
ローマ人ガイウス・ロンギニウス・スペラトゥスは、200年頃にヴロースボットヴァール付近でレンガを焼いており、名前の頭文字 GLSP が刻印された製品が目印であった。このレンガは、たとえば、ヴァインスベルクやヴァールハイムで見つかっている。
グロースボットヴァールは、779年にフルダ修道院の寄進状に Boteburon という表記で初めて文献に記録されている。川の名前が街にちなんで名付けられたものであり、その逆ではない、という可能性もある。初めて記録されたこの時点で、この村はフランケン公領の一部であった。この村の教区教会はフランク人の守護聖人聖マルティンに献堂されていた。当時の村は、現在の旧市街の西にあたるマルティンス教会周辺であった。
最初の在郷貴族は12世紀に証明されている。都市建設はおそらく13世紀半ばに旧市街の西でなされた。市壁の外にあったマルティンス教会は教区教会の地位を保持した。1279年に Botebor が初めて都市 (civitas) として記述されている。創始者は、ハインリート/ホーエネック/リヒテンベルク家族連合で、近隣にある同名のリヒテンベルク城を本拠地としていた。同家は、1357年に城とそれに付随する（本市に対するものを含む）統治権をヴュルテンベルク伯エーバーハルト2世に売却した。グロースボットヴァールはその後、ヴュルテンベルク領のアムトの所在地となった。1496年にこの街にラテン語学校が開設され、1925年まで存続していた。
グロースボットヴァールは、1525年にドイツ農民戦争の反乱活動の中心地の1つとなった。復活祭までに、近隣のヴネンシュタイン山に200人の市民が集まり、その中からマテルン・フォイアーバッヒャーを首領に選んだ。農民の反乱は急速に拡大し、フォイアーバッヒャーは、その後のヴュルテンベルク行軍では8,000人以上の農民を率いた。彼は穏健であることと支配者との交渉に注力し、農民たちの大規模な暴力行為を抑えていた。農民軍はベーブリンゲン近郊で壊滅的な敗北を喫し、裁判にかけられた。マテルン・フォイアーバッヒャーは、常に農民たちの沈静に尽力していたため無罪となった。彼はスイスに出国し、おそらくバーゼルで亡くなった。現在グロースボットヴァールの実科学校は彼にちなんで名付けられている。グロースボットヴァール市は農民戦争におけるその役割のために、高額の罰金を支払わなければならなかった。

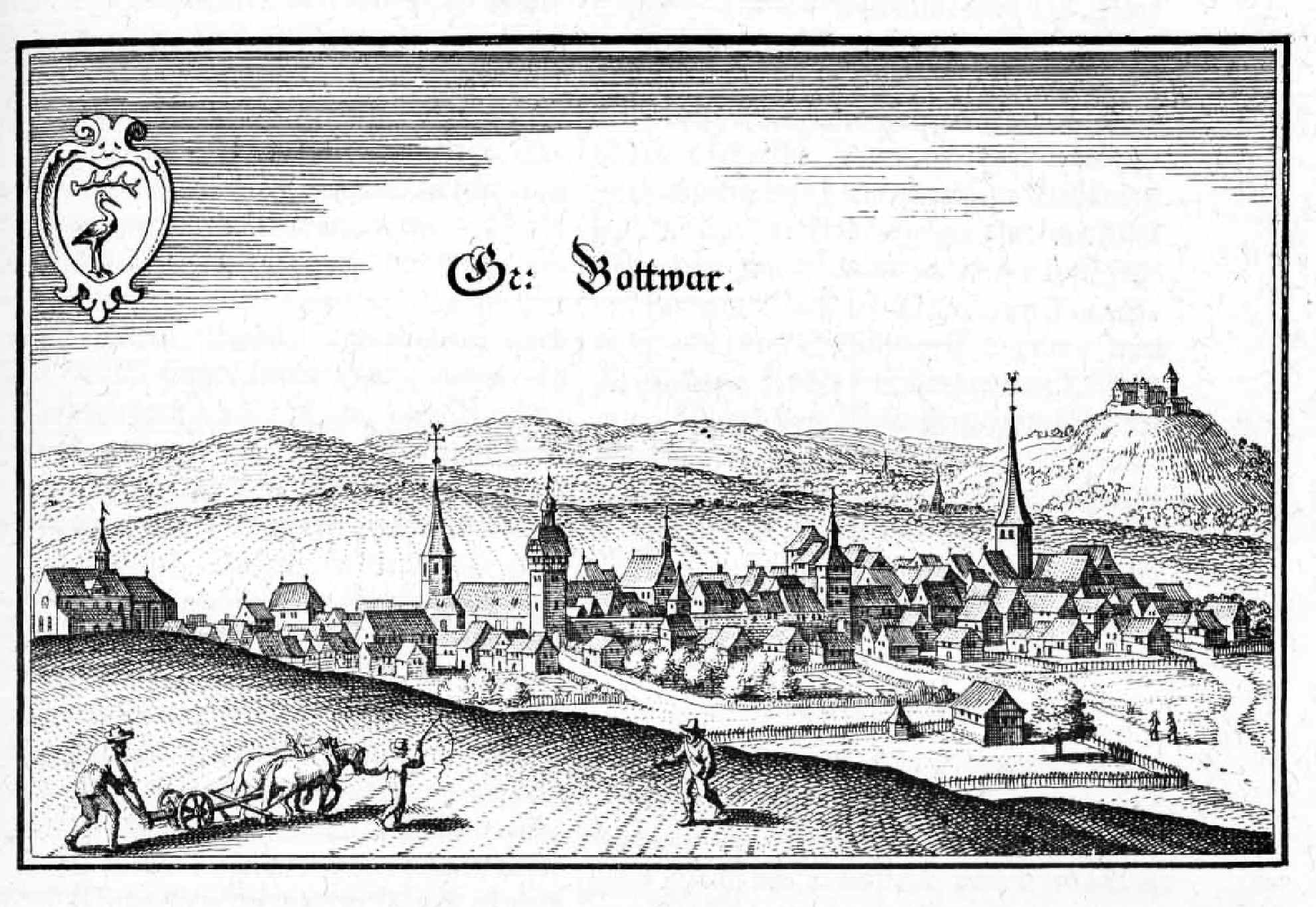
1643/56年のマテウス・メーリアンの銅版画に描かれた1640年頃のグロースボットヴァール

三十年戦争では、この地域全体がそうであったように、戦争の影響による飢餓と疫病に苦しめられた。1635年7月から12月までだけで、629人が「飢餓、苦しみ、殺人」によって死亡した。この戦争全体でこの街は、人口の2/3を失った。
1693年にグロースボットヴァールは焼き討ちの脅迫を受け、突然襲来したフランス軍に身代金を支払わなければならなかった。それにもかかわらず、グロースボットヴァールの城館は破壊され、教区教会のすべての鐘とオルガンが奪われた。ただし集落は、隣接するマールバッハと異なり、大規模な破壊を免れた。
ヴュルテンベルク王国建国後の行政改革に伴い、1806年にグロースボットヴァールは行政機関所在地の地位を失い、オーバーアムト・バイルシュタインに属すこととなった。1810年にはオーバーアムト・マールバッハに移管された。19世紀初めの拡大期になると、1820年から1837年までの間に中世の都市防衛施設の大部分が取り壊された。
1894年にボットヴァール鉄道が開通した。この鉄道はマールバッハからバイルシュタインを経由してハイルブロンに至るもので、グロースボットヴァールにも駅が設けられた。この鉄道は通勤労働によるより良い収入の機会を住民たちに提供した。この街は工業都市に発展することなく、人口増加も起こらなかった。1966年にこの鉄道は旅客運行を停止し、1968年には貨物輸送も廃止された。
この街は第二次世界大戦で大きな被害を受けなかった。1940年9月に数機の戦闘爆撃機がハウプト通り沿いの建物の多くを破壊した。戦後この街は多くの被追放者を受け容れ、歴史的旧市街周辺の斜面に定住させた。
1945年に本市はアメリカ管理地区の一部となり、その後新たに成立したヴュルテンベルク＝バーデン州に属すこととなった。この州は1952年に現在のバーデン＝ヴュルテンベルク州となった。
1971年12月1日、バーデン＝ヴュルテンベルク州の地域再編に伴い、それまで独立していた2つの町ヴィンツァーハウゼンとホーフ・ウント・レムバッハがグロースボットヴァールに合併した。

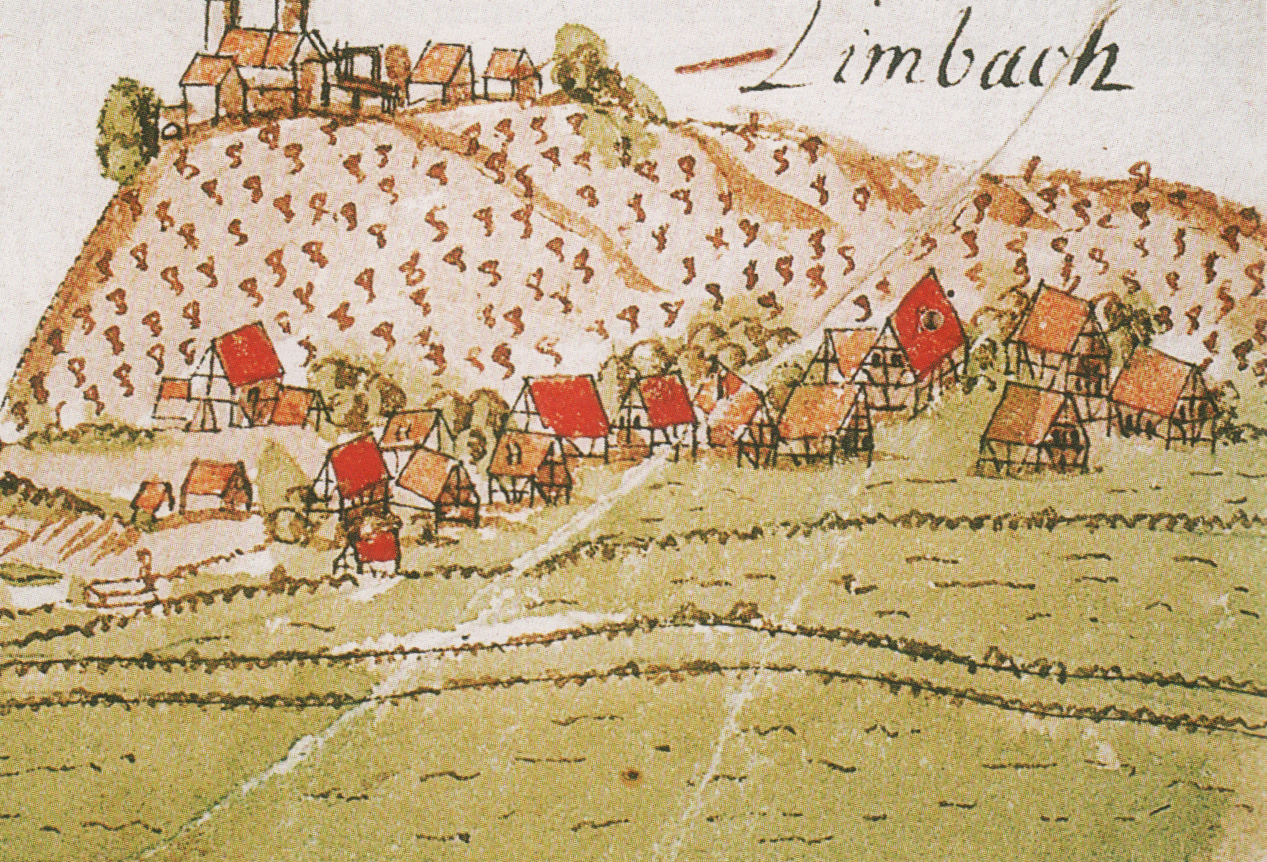
1685年のレムバッハの絵図

### ホーフ・ウント・レムバッハ
元々2つの村であったホーフとレムバッハは、1357年に、リヒテンベルクからヴュルテンベルクへの統治権売却に関連して初めて文献に記録されている。両村は、1810年までアムト・ボットヴァールに属し、その後自立した行政体となった。両村は1568年に融合しホーフ・ウント・レムバッハ村は1つの自治体となったが、1971年12月1日にグロースボットヴァールに合併した。

## 住民

### 人口推移
1871年のグロースボッタバールの人口は3,582人で、現在のルートヴィヒスブルク郡の郡域で5番目に大きな集落であった（現在グロースボットヴァールは19位）。その後数十年間にわたって人口は停滞、あるいは減少し、1939年の人口は3,043人であった。第二次世界大戦後人口はゆっくりと、しかし着実に増加した。現在人口は8,000人を超えている。このうち約5,700人が中核市区、1,500人がヴィンツァーハウゼン、800人がホーフ・アンド・レムバッハに住んでいる。

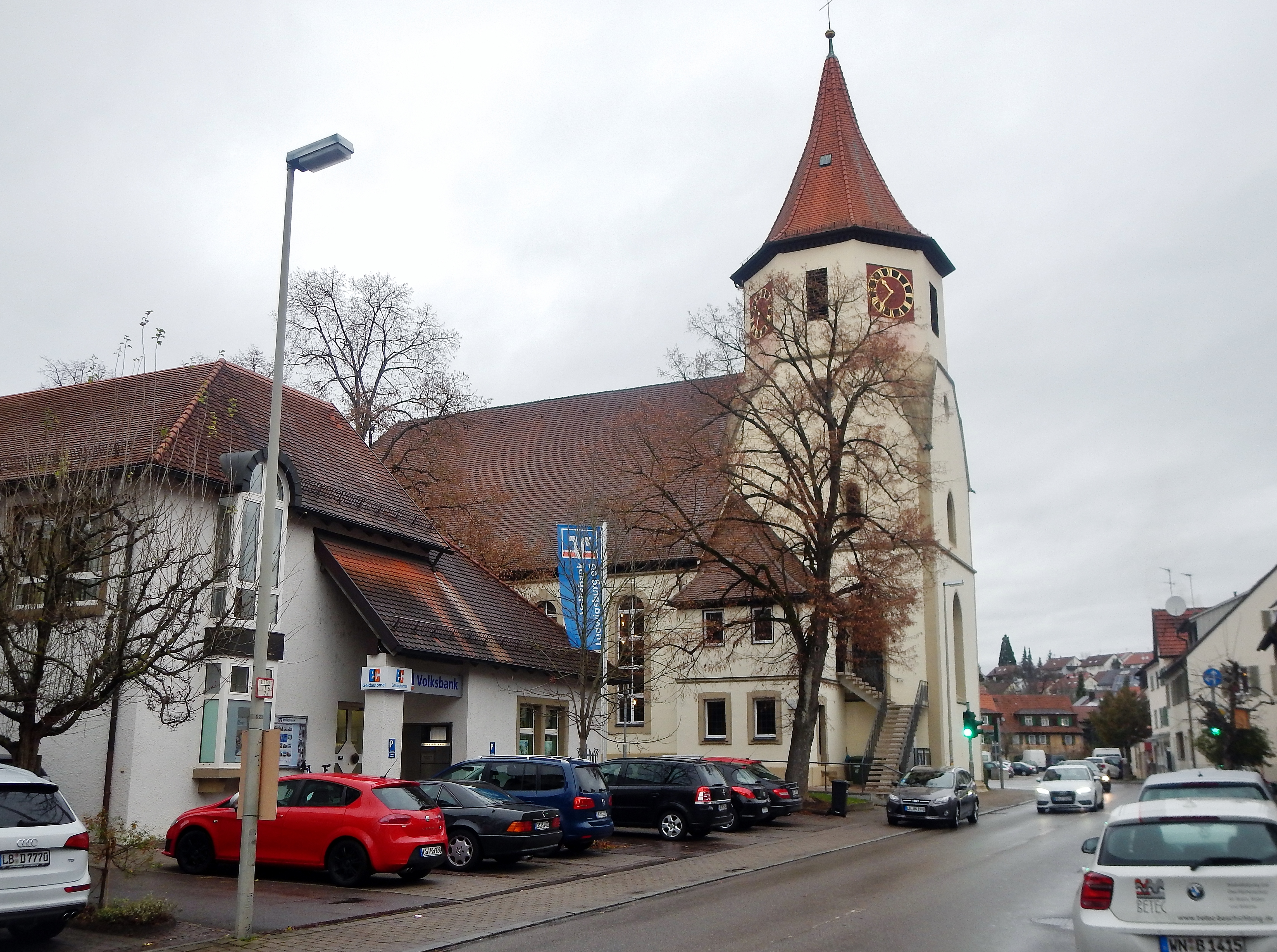
聖マルティンス教会

### 宗教
16世紀に宗教改革がなされて以降、グロースボットヴァールでは福音主義が主流であった（三十年戦争時の短いスペイン占領時代を除く）。現在もグロースボットヴァールとヴィンツァーハウゼンにそれぞれ福音主義教会組織が存在する。マルティンス教会は教団集会所とともに、福音主義グロースボットヴァール教会組織の中心をなしている。この教団の聖職者リストは16世紀にまで遡る。福音主義グロースボットヴァール教会は1919年から病人介護施設を有している。第二次世界大戦以後、町の中心部にローマ＝カトリック教会も建設された。この他に、両地区にはそれぞれ1つの福音主義メソジスト教会もある。さらに中核市区にはエホバの証人や新使徒教会が、ヴィンツァーハウゼンには Freie Biblische Gemeinde がある。

## 行政

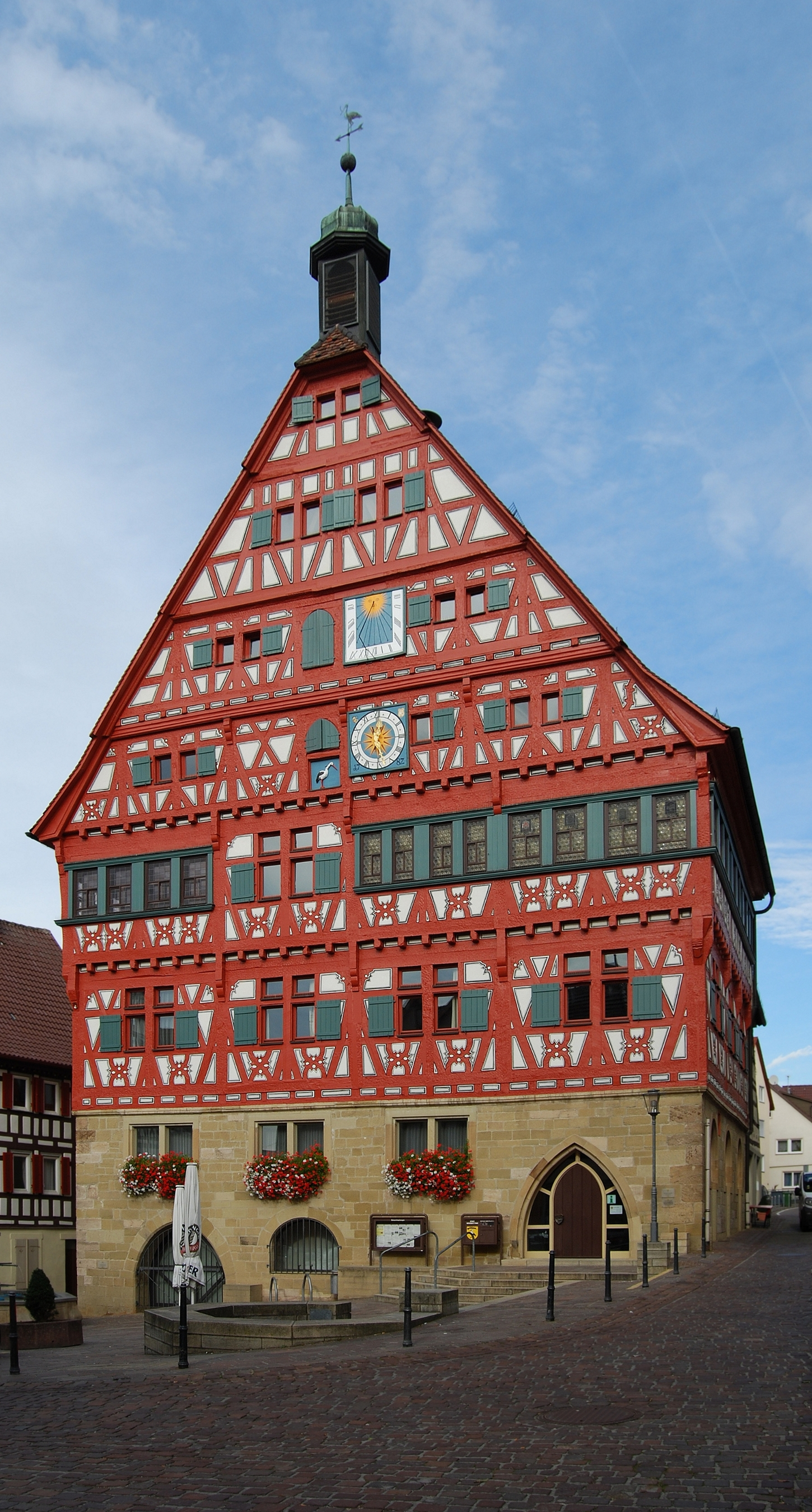
グロースボットヴァール市庁舎

### 市議会
2019年の市議会議員選挙以後、グロースボットヴァール市議会は18議席からなる。
この他に、市長が市議会に参加し、議長を務めている。

### 紋章と旗
この街の紋章は金地で、横向きの黒いシカの角の下に、自然色のコウノトリが描かれている。15世紀から印章に用いられているコウノトリについては、様々な解釈が行われている。ある説では、コウノトリが冬の渡りの前にグロースボットヴァールに集まるという伝承に由来するとしている。別の説では、リヒテンベルク家の白鳥の紋章に由来するとしているが、その統治権が失われた後のことについては説明できていない。
赤 - 黄色の配色の街の旗は、1979年4月24日に承認された。それ以前この街は、赤 - 白 - 黄 - 黒の配色の旗を使用していた。
この街に合併した旧町村の紋章は以下の通り:
- ホーフ・ウント・レムバッハ: 赤字に、銀色の刃と黒い柄をもつ鉈
- ヴィンツァーハウゼン: 頂部は銀地でその中に横向きの青いシカの角。その下は青地で3つの銀色の戦斧が2:1に配置されている。

### 姉妹都市
- イルナウ＝エフレティコン（ドイツ語版、英語版）（スイス、チューリッヒ州）1997年[12]

## 文化と見所

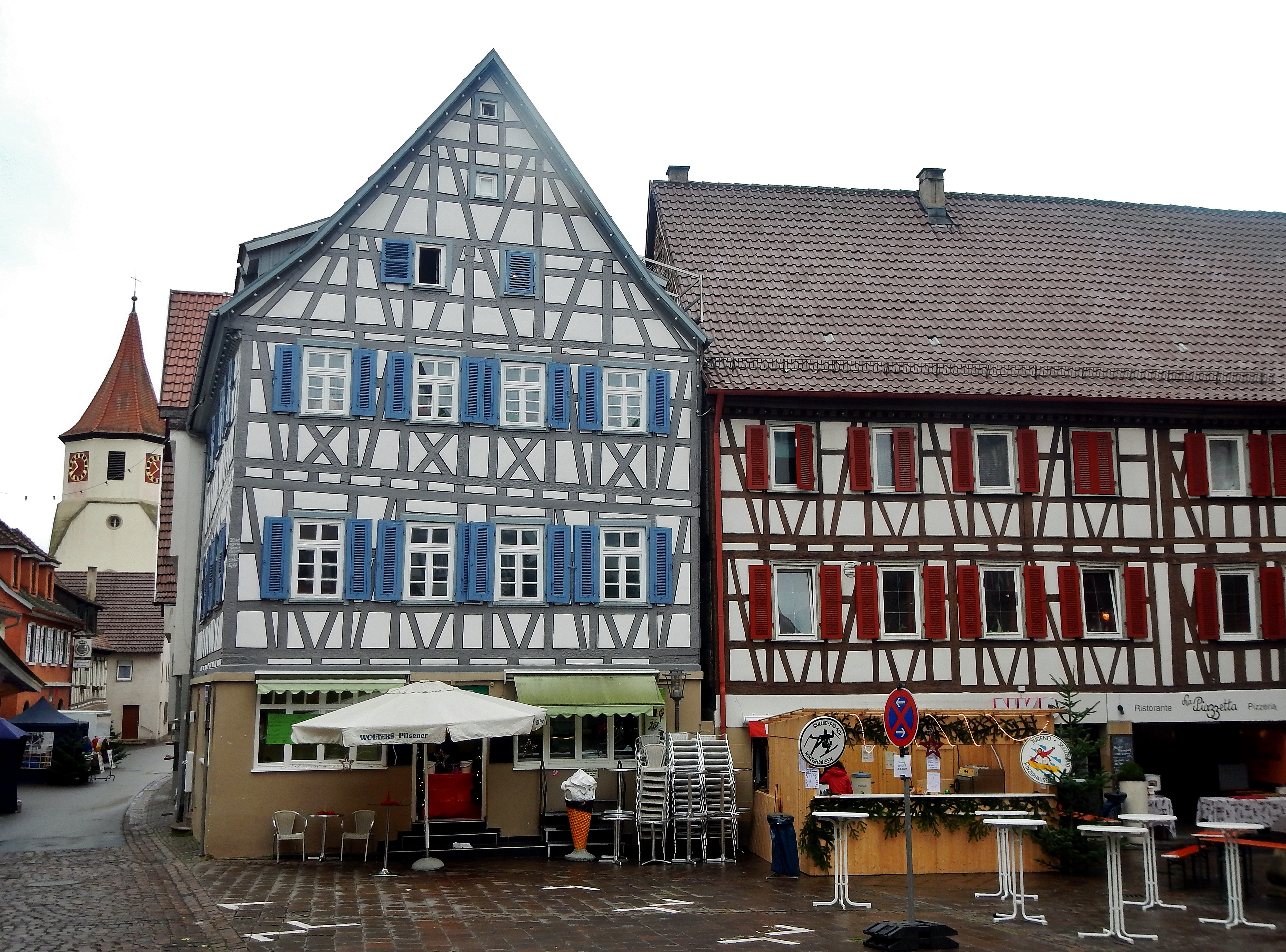
グロースボットヴァールのマルクト広場

グロースボットヴァールは、多くの見所があるヴュルテンベルク・ワイン街道に面している。周辺の多く街とは異なり、グロースボットヴァールは戦争でも火災でも破壊されていない。このため旧市街には市壁の遺構の他、多くの木組み建築を含め15世紀から17世紀の家屋の存続率が、この地域としては特異的に高い。
この街の象徴的建造物は、1556年から57年に建設された歴史的市庁舎である。上層部の窓に創建時代のガラスモザイクが遺されている。機械仕掛けの市庁舎時計は、1776年にフィリップ・マテウス・ハーンによって新しく造り直されたものである。市庁舎前の市場の泉は、おそらく街の建設期からすでにあったもので、その後何度も改修が繰り返された。現在の1930年に創られた泉の像は種蒔く人を象っている。隣のマルクト広場2番地の建物は1754年に宿屋「ツーム・アドラー」として建設された。斜め向かいの1434年に建設されたシュタットシェンケはこの町で最も古い住居であり、ルートヴィヒスブルク郡でも最も古い木組み建築の1つである。ランゲン・ガッセに建つ1542年建造のシーフェス・ハウスも見応えがある。マルティンス教会は、早くも1279年に記録されており、1495年と1791年から92年の増改築を経て現在の姿になった。16世紀または17世紀から続く歴史的な旅館「ツーア・ローゼ」は、1789年に捕縛されたグロースボットヴァールの盗賊ヨハン・ダーフィト・リンゼが経営していた。この他の見所としては、かつて市教会であった旧学校、ヴィンツァーホイザー通りに1800年頃建設された立派な福音主義集会所、フォークトガッセの旧代官所、ヴェルフェルガッセの歴史的建造物、ミュールガッセのブルガーミューレとムルハルター・プフレクホーフ、レヒベルク城館の代わりに建てられたハイルブロナー通りの小城がある。

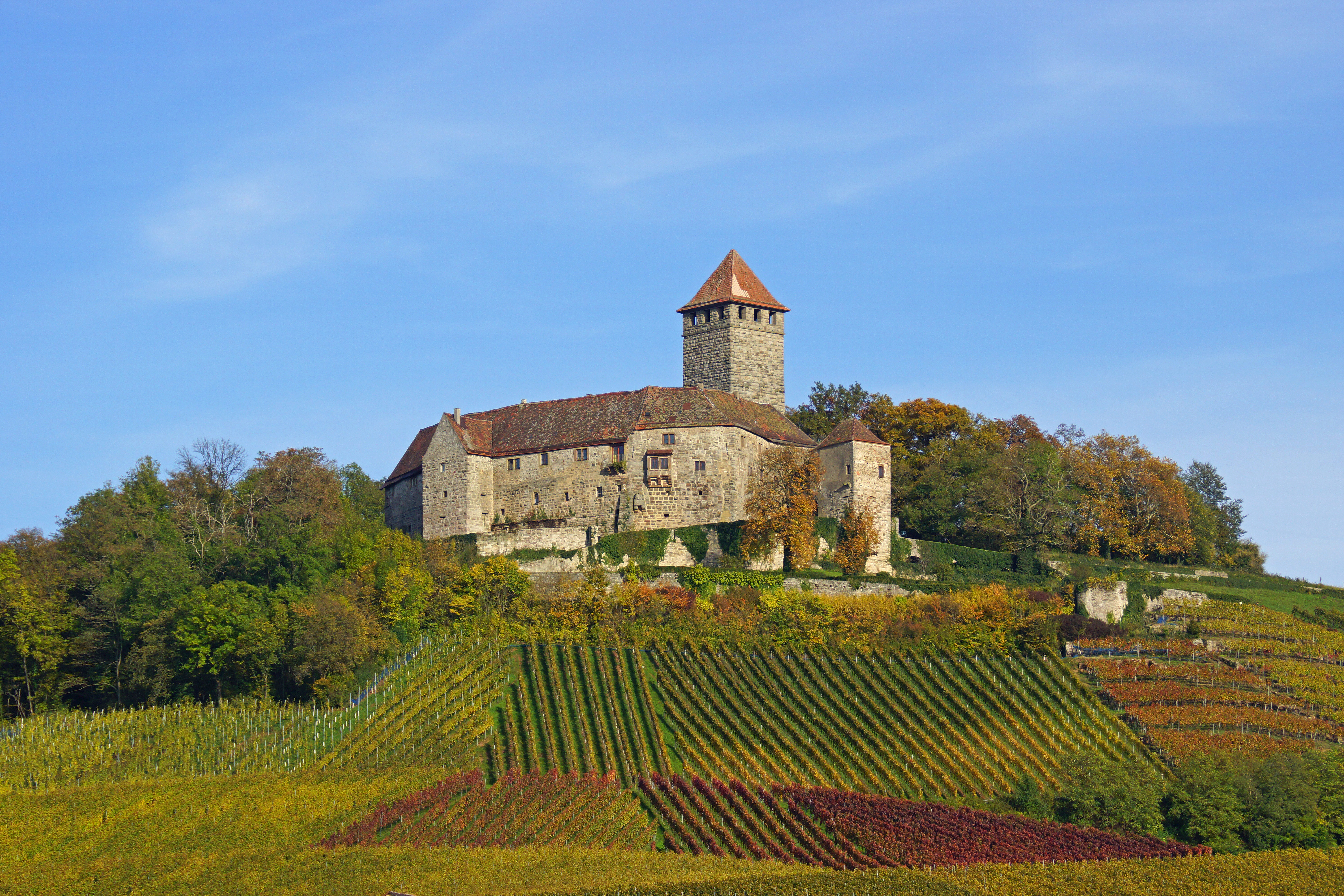
リヒテンベルク城

町域区分ではオーベルステンフェルト町にあたるが、グロースボットヴァールの高台にリヒテンベルク城がある。この城はボットヴァールタール全体の象徴的建造物となっている。
ヴィンツァーハウゼン地区の近くにヴネンシュタイン山がある。これは高さ 394 m の市内の最高地点で、ルートヴィヒスブルク郡の北の郡境をなしている。この山には、1889年に建設され、1937年に嵩上げされた展望塔があり、ハイキングの目的地となっている。
ホーフ・ウント・レムバッハ地区には修復された古い共同ケルター（ブドウ絞り所）があり、現在はイベントスペースとして利用されている。特徴的なものはこの他に、ホーフに1つ、レムバッハに1つある古いパン焼き小屋がある。これらは現在でも利用されている。
1897年に設立されたシュヴァーベン・アルプス協会グロースボットヴァール地区グループは、1997年にアイヒェンドルフ記念バッジを授与された。

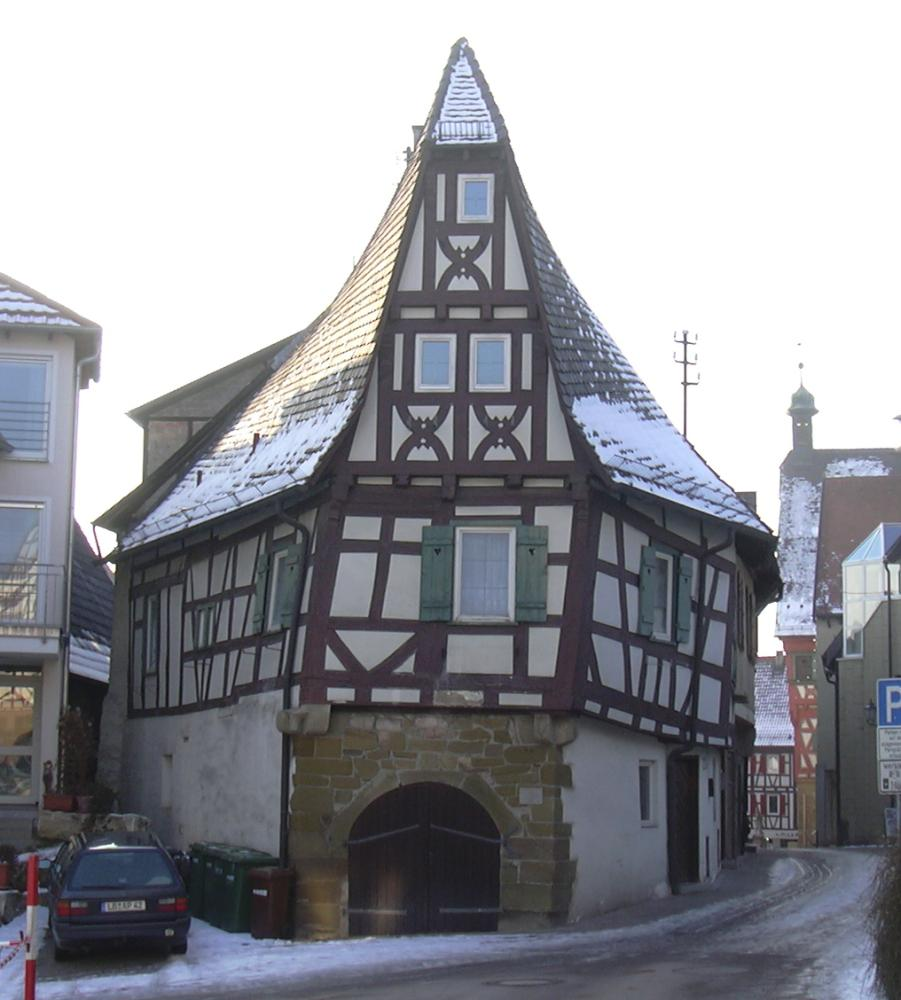
シーフェスハウス
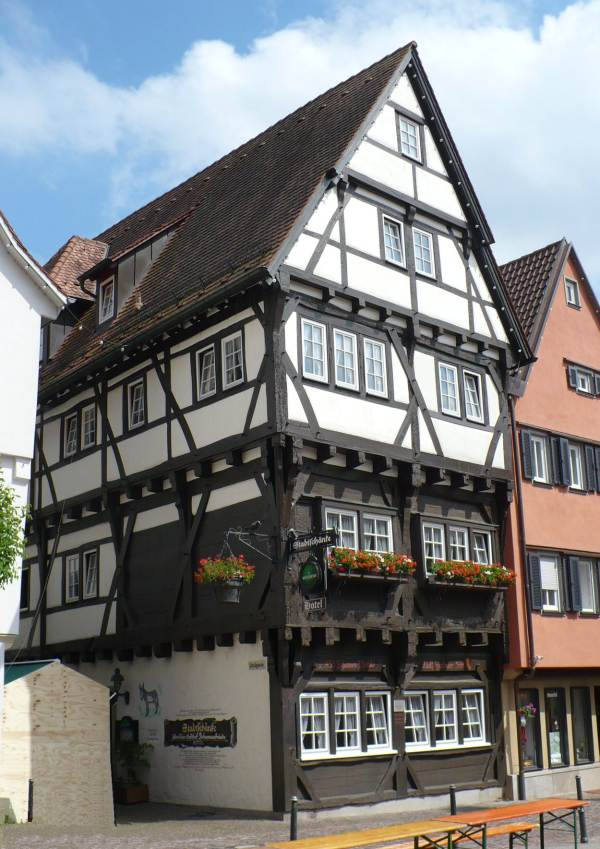
シュタットシェンケ
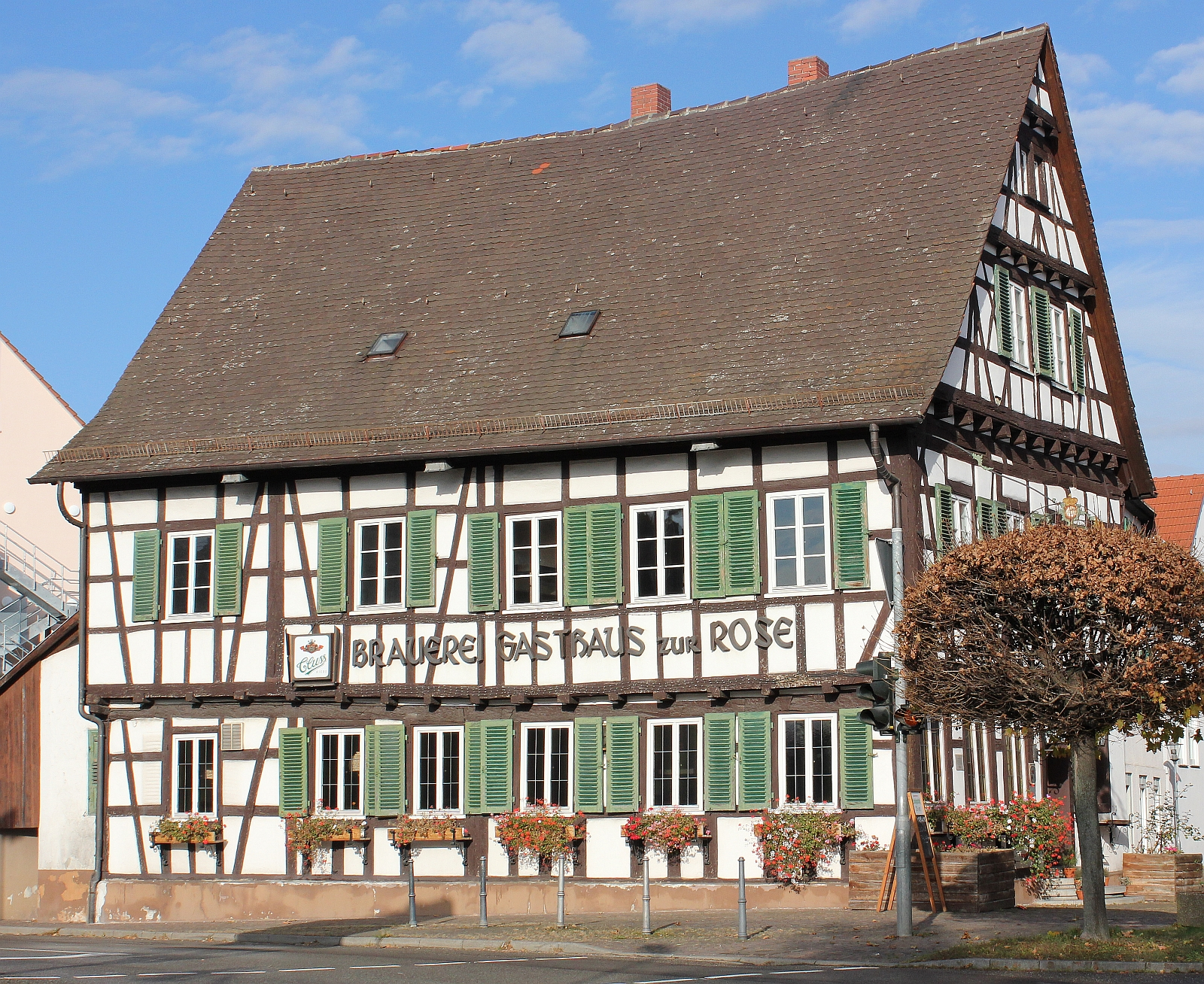
旅館「ツーア・ローゼ」
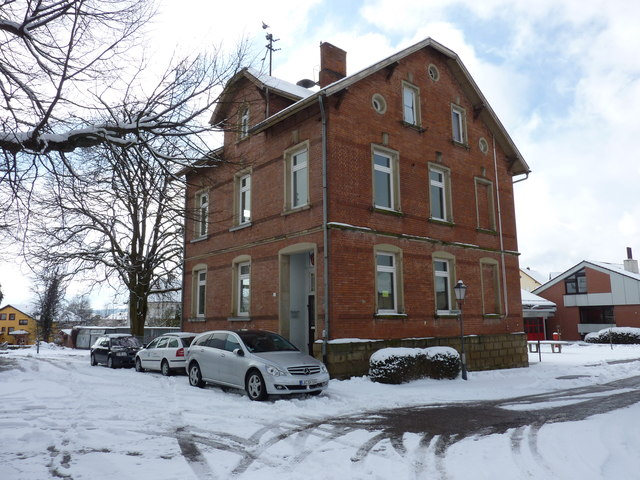
旧学校
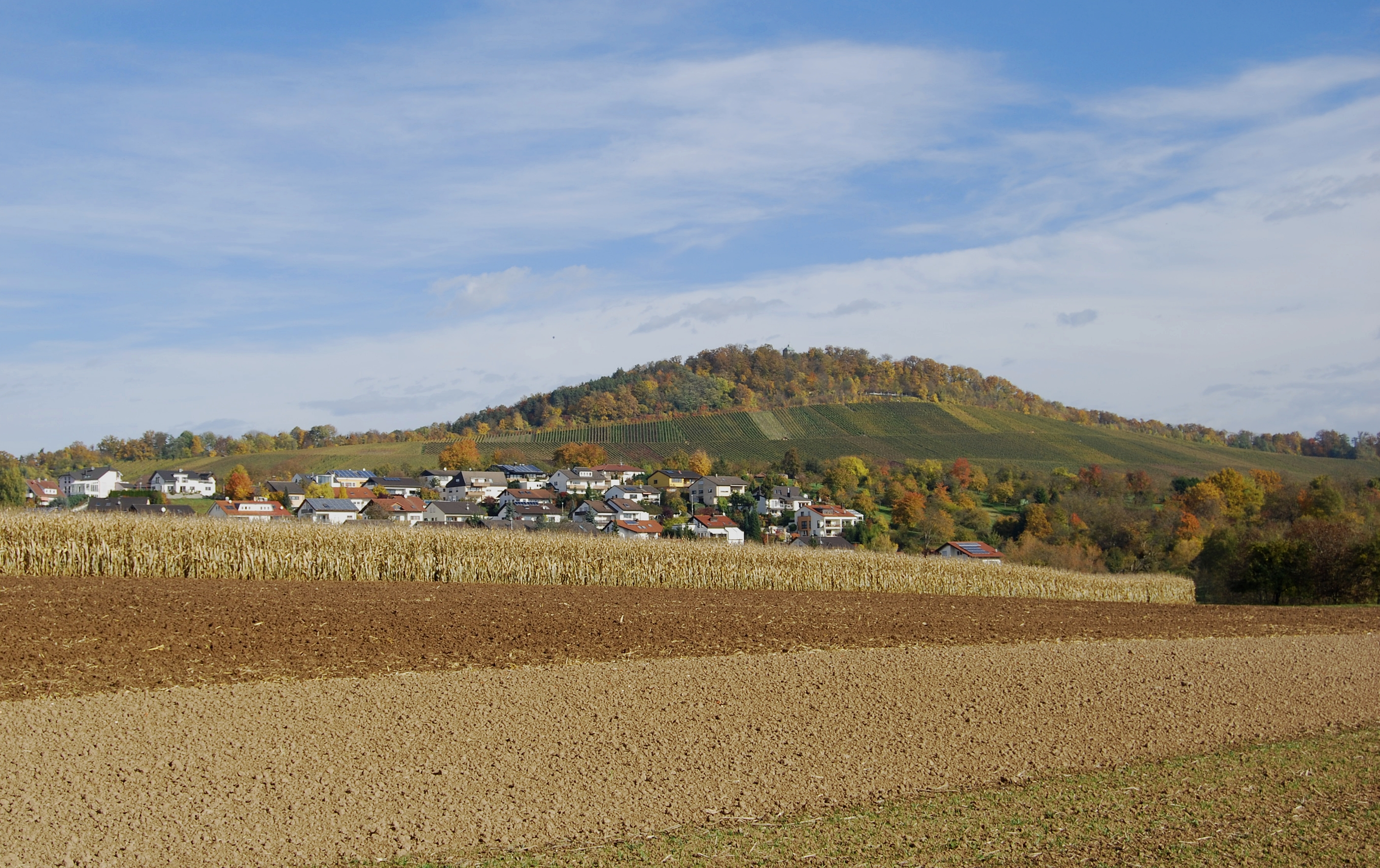
ヴネンシュタイン、手前の集落はヴィンツァーハウゼン
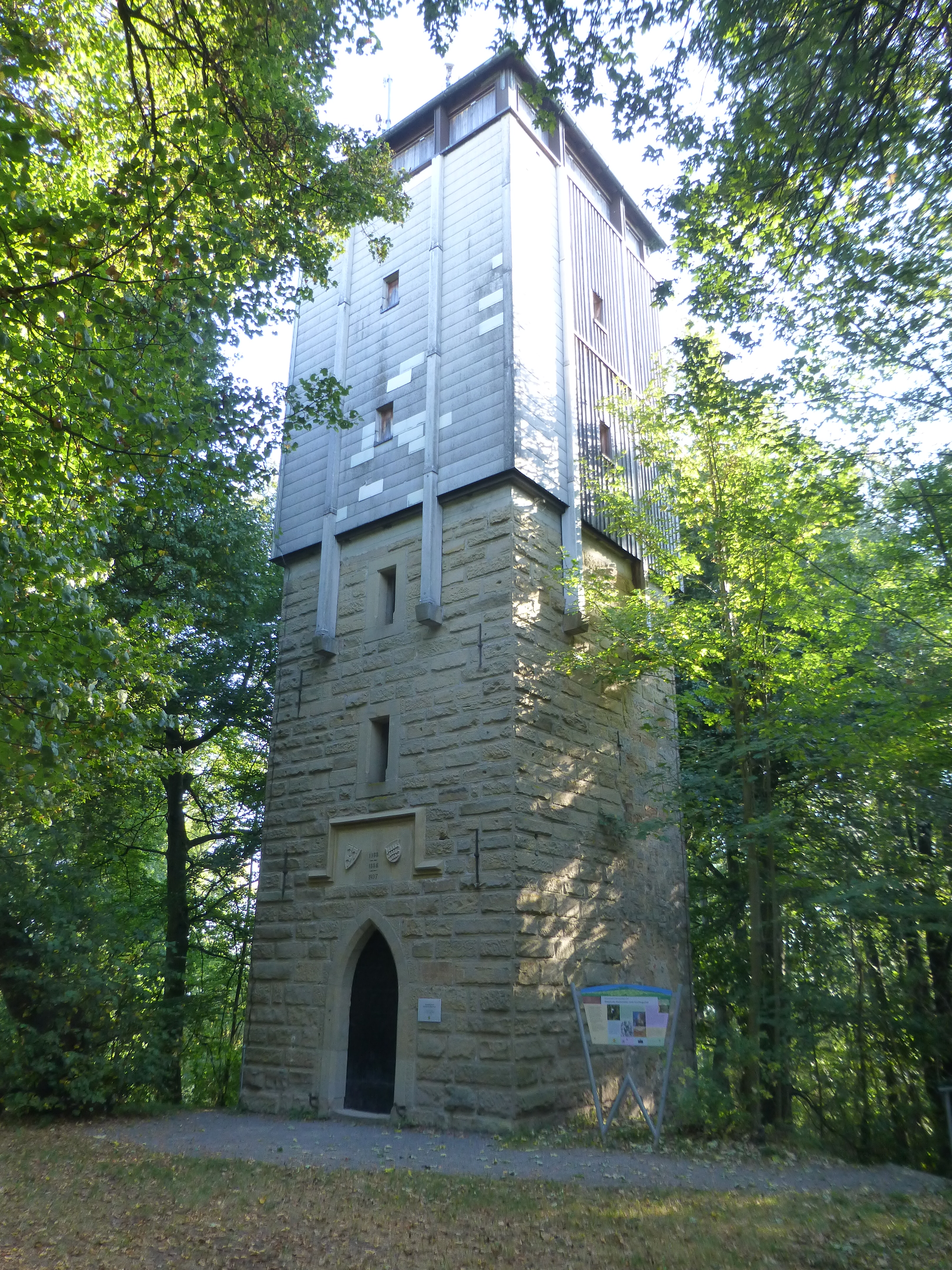
ヴネンシュタイン塔
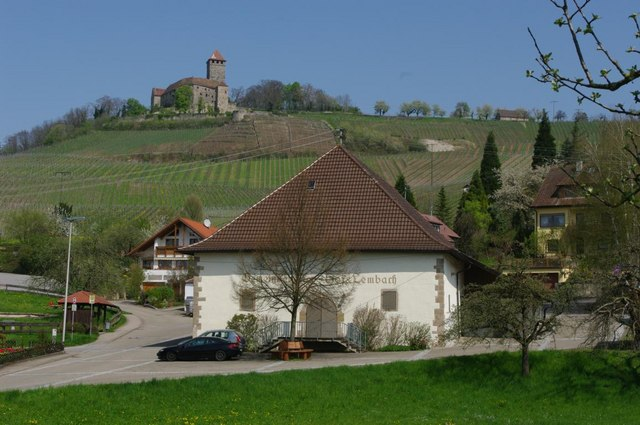
ホーフ・ウント・レムバッハのケルター、背後はリヒテンベルク城

## 経済と社会資本
グロースボットヴァールは、オーベルステンフェルトと共同で下級中心の役割を担っている。

### 交通
グロースボットヴァールは、幹線交通から離れている。2本の州道が街の南端で交差しているだけである。このうち1本がボットヴァールタールを貫いており、もう1本はこれを横切る形でキルヒハイム・アム・ネッカーおよびバックナングに通じている。最寄りのアウトバーンのインターチェンジは、西に約 5 km 離れた A81号線のムンデルスハイム・インターチェンジである。
1894年から1968年までグロースボットヴァールとホーフ・ウント・レムバッハは、マールバッハ・アム・ネッカーからハイルブロンに至る狭軌鉄道ボットヴァールタール鉄道に面していた。王立ヴュルテンベルク邦有鉄道は、タイプ IIIa（グロースボットヴァール）とタイプ I（ホーフ・ウント・レムバッハ）の駅舎を設けた。線路の撤去後、軌道跡の大部分が自転車道に転用され、グロースボットヴァールは現在アルプ＝ネッカー自転車道のステーションとなっている。
公共近郊旅客交通は、シュトゥットガルト交通・運賃連合のバス路線によってカバーされており、近隣の集落およびマールバッハ・アム・ネッカーやバイルシュタインに運行している。
シュトゥットガルト国際空港は約 55 km 離れたラインフェルデン＝エヒターディンゲンにある。

### 公共施設
- 本市の老人・養護ホームの1つは、クレーブラット養護ホームによって運営されている。もう1つは、労働者ザマリター連合によって運営されている。
- 墓地は、学校センターの北にある。
- グロースボットヴァール市内には多くの運動場がある。2つが学校センターに、もう1つは VfR グロースボットヴァールの敷地内にある。この他に小さなボルツ場が多くある。
- 多くある子供遊戯広場のうち最大のものは市壁沿いにある。

### 教育
グロースボットヴァールには、基礎課程学校ヴネンシュタンシューレを併設したマテルン＝フォイエルバッハー実科学校がある。シューレ・アン・デア・リンデは養護学校である。3つの地区のいずれにも幼稚園があり、主邑だけで4園がある。市は市立図書館を運営しており、ヴィンツァーハウゼン地区に文書を有している。

### 企業
- この街最大の雇用主が、400人を雇用し、年間売り上げ1億400万ユーロのヴィースホイ GmbHである。この会社は2007年末にアファルターバッハからここに移転した。
- シュテール・アウトモティーフェ GmbHは従業員数230人、年間売上高 3000万ユーロ[14]の大口雇用主である。
- グメリヒ + ゼーネ GmbH は、従業員数150人で、革張りの家具やオフィスチェアのための皮革製品を製造している。
- ラアウザー家具製造は、2012年に倒産した。
- ルートヴィヒスブルク郡貯蓄銀行は、グロースボットヴァール支店を運営している。この支店は、マールバッハ地域本部に属す。

### ライフライン
本市の電力網およびガス網は、Süwag Energie AG の子会社である Syna GmbH によって運営されている。上水道は、地元の水 (70 %) と他所からの水 (30 %) が混合されて供給されている。目的連合グルッペンクレールヴェルク・ヘルデンミューレがグロースボットヴァールおよびシュタインハイム、ムル、エルトマンハウゼン、ベニンゲンの排水浄化を行っている。塵芥処理は、ルートヴィヒスブルク郡の 100 % 子会社であるルートヴィヒスブルク郡塵芥処理会社 (AVL) が担っている。AVL は、ルートヴィヒスブルク郡の委託により、廃棄物の削減、回収、廃棄業務を行っている。

## 関連図書
- Ulrich Hartmann, ed (1994). Der Kreis Ludwigsburg (2 ed.). Stuttgart: Konrad Theiss Verlag. ISBN 978-3-8062-1055-2

この文献は、翻訳元であるドイツ語版の参考文献として挙げられていたものであり、日本語版作成に際し直接参照してはおりません。